# 官窑

南宋官窯〈青瓷贯耳壶〉，國立故宮博物院藏。

南宋官窯〈青瓷葵花式套盒〉，國立故宮博物院藏。

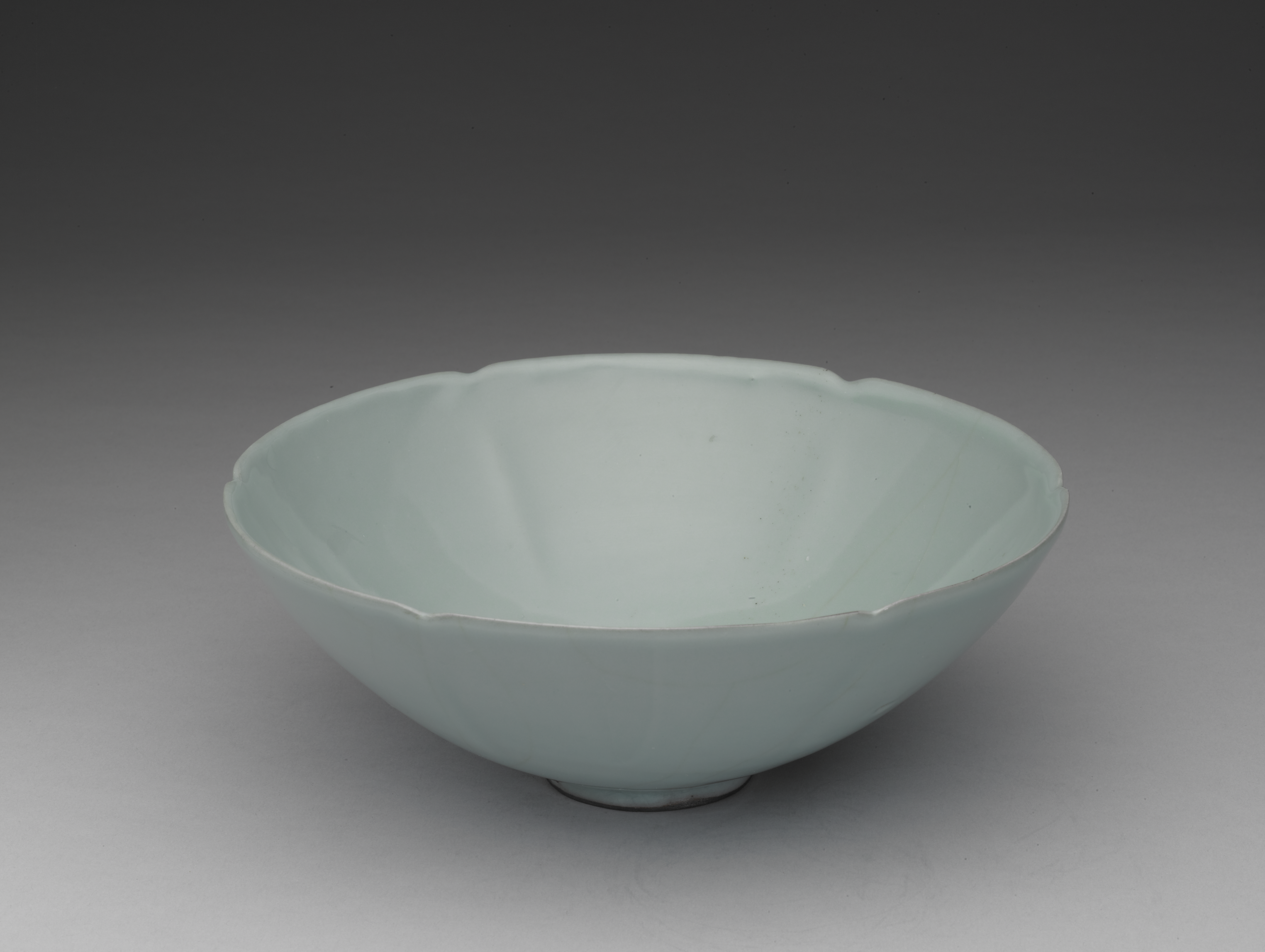
南宋官窯〈青瓷葵口碗〉，國立故宮博物院藏。

官窑廣義是指朝廷開設的窯場，狹義是北宋大观、政和年间，官府在汴京（今河南开封）开设的瓷窑场。官窑是所谓的宋代五大瓷窑（汝窑、官窑、哥窑、钧窑、定窑）之一。后世广義上官窑意指由華夏历代朝廷營建，為其燒造瓷器的窯場，所生產的陶瓷供宮廷所用。因此除了有名的宋代官窯之外，亦有遼代官窯、明代官窯等。官窯產品必須符合皇家的審美觀，客觀上就限制了陶瓷工匠的藝術發展，清乾隆之後，官窯產品也就逐漸沒落了。

## 宋朝官窑
宋朝官窯分做兩個地方，一為北宋的汴京官窯，一為南宋南遷後高宗在杭州所另立的新窯「杭州修內司官窯」，亦稱內窯。然此項分類尚有紛歧意見，因為汴京遺址長埋於開封市底下，考古難以挖掘，只能藉由古籍記載來推測當時燒窯的情況。根據幾本古籍，如明初曹昭《格古論要》、南宋人所寫《負暄雜錄》、以及南宋《坦齋筆衡》所載，官窯的確分作南北兩處。

### 汴京官窯
汴京官窑瓷器土脉细润、紫色，体薄，紫口铁足（釉彩较薄的口部呈紫色，叫“紫口”，瓷器没有涂釉的底部显现瓷胚本来的铁色，叫“铁足”）。大观官窑瓷釉有月白、粉青、大绿三色；政和以后的官窑瓷釉只青带粉红色，但是有不同浓淡。就現存的官窯文物來看，由於汴京官窯的燒製方法，器物裡外施滿釉，底部用支釘支燒，與汝窯相類，所以汝窯與官窯可能有些關連。

### 杭州修內司官窯
宋朝迁都临安后，邵成章提举在殿中省修内司按北宋旧制度在凤凰山下设立官窑，称为内窑；后来又在郊坛建立新官窑。修内司郊坛官窑瓷釉有月白、粉青、米黄三色，有冰裂纹，隐纹如鹰爪。明初曹昭《格古論要》言：「官窯器宋修內司燒者土臃細潤，色青帶粉紅，濃淡不一，有蟹爪紋紫口鐵足，色好者與汝窯相類，有黑土者謂之烏泥窯，偽者皆龍泉所燒者，無紋路。」另外值得一提的是，在《坦齋筆衡》中提到"後郊壇下別立新窯"，為南宋初期設立的第二座官窯，稱「郊壇官窯」，也位於杭州。
官窑瓷器常发生窑变，除本色釉外还会变出黄色、红紫色的蝴蝶、飞鸟，走兽等形状。
“旧京官窑，著时未久，当以修内司所造为上，新窑为下”《古瓷合评》。